# Roye-sur-Matz
Roye-sur-Matz è un comune francese di 448 abitanti situato nel dipartimento dell'Oise della regione dell'Alta Francia.

## Società

### Evoluzione demografica
Abitanti censiti